# پروژه آب ماتابلند زامبزی
پروژه آب ماتابلند زامبزی (به لاتین: Matabeleland Zambezi Water Project) یک سد و دریاچه در زیمبابوه است.